# Arsenał Zamojski

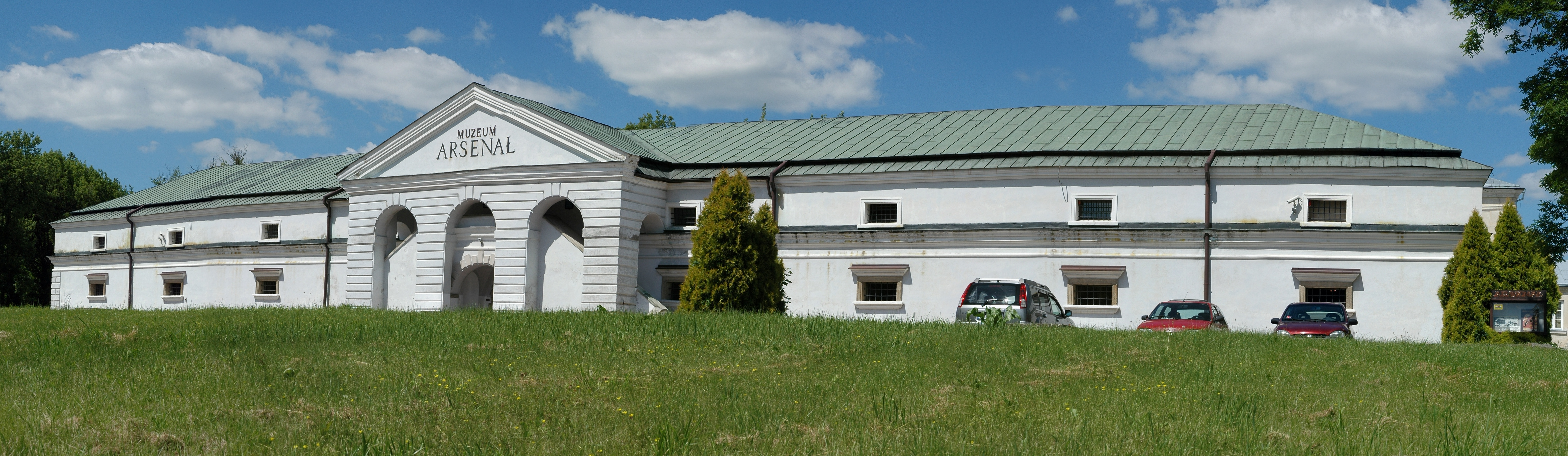
Arsenał (przed remontem, 2008 r.)

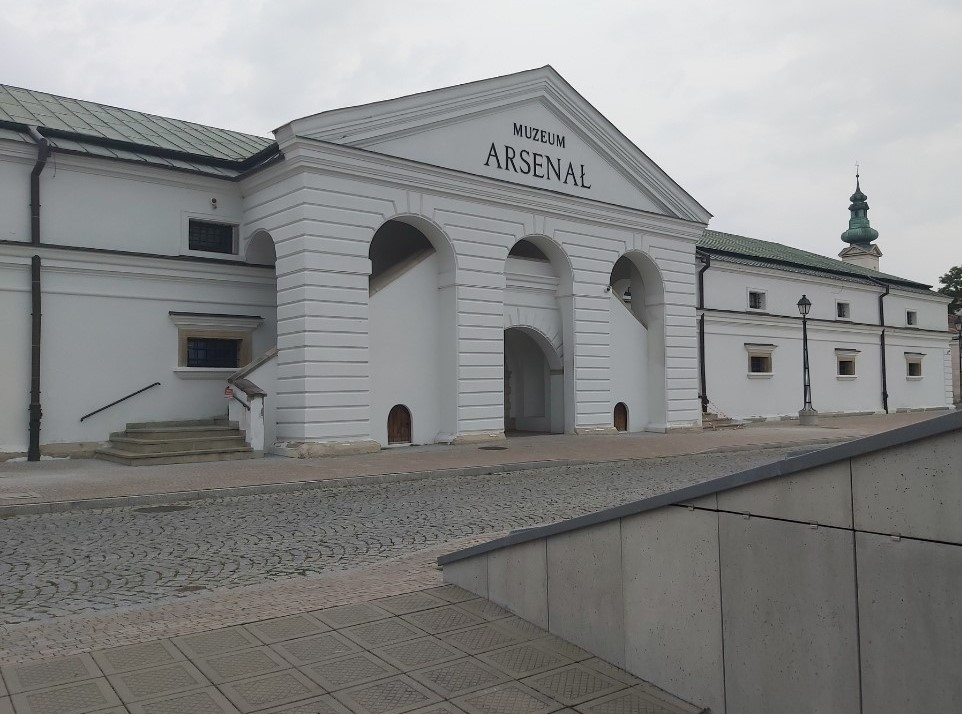
Arsenał w 2021 roku.

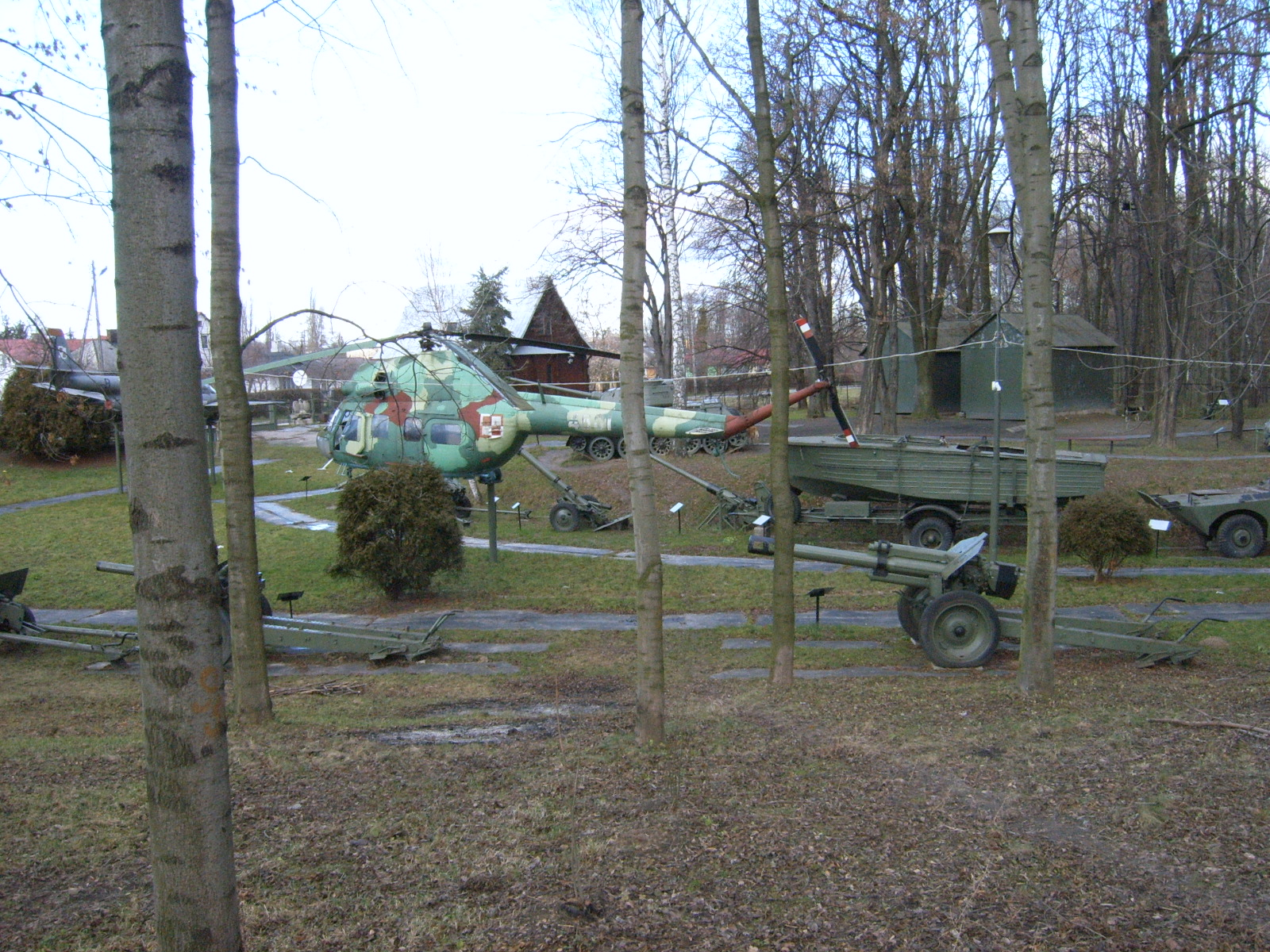
Dawna wystawa plenerowa Arsenału.

Arsenał Zamojski – dawna zbrojownia na Starym Mieście w Zamościu. Obiekt wpisany jest do rejestru zabytków pod nr rej.: A/1256 z 20.02.1957 i z 11.11.1983

## Historia
Pierwszy arsenał został zbudowany pod koniec XVI wieku po północnej stronie pałacu Zamoyskich. Jan Zamoyski gromadził w nim swoje zdobycze i trofea z licznych wypraw, dla ich upamiętnienia. Nowy arsenał wybudowano jednak w I poł. XVII wieku na południe od pałacu, w pobliżu dawnego bastionu III (dzisiejsza ul. Zamkowa, południowo-zachodni fragment Starego Miasta). Uległ on jednak częściowemu zniszczeniu podczas pożaru w roku 1658, po którym w latach 70. tego stulecia pojawił się obecny budynek, o długości ponad 60 m. Początkowo posiadał jedną kondygnację, drugą dobudowano w I poł. XIX wieku podczas modernizacji zamojskiej twierdzy. Wówczas, jak wiele innych budynków na Starym Mieście, przebudowany został w stylu klasycystycznym, pojawiły się również obecne arkady (arkadowy portal) i schody na pierwsze piętro, przy wejściu do tego budynku. W tym czasie stanowił także areszt oraz magazyny i stajnie wojskowe.
W okresie międzywojennym mieściły się tu szkoły, po II wojnie światowej warsztaty (stolarnia), a od roku 1984 Muzeum Barwy i Oręża "Arsenał" (jako oddział Muzeum Zamojskiego), którego nazwę zmieniono w 2015 r. na obecną - Muzeum Fortyfikacji i Broni "Arsenał".
Fragment Starego Miasta obejmujący ten arsenał wraz z otaczającym go terenem (w tym niewielki, pobliski budynek dawnej prochowni oraz dawny bastion III) był w latach 2012-2014 przedmiotem miejskiej inwestycji, niezwykle ważnej, bo wprowadzającej znaczne zmiany w zagospodarowaniu oraz nadającej nowej kompozycji rewitalizowanej staromiejskiej dzielnicy, jaką był projekt o nazwie "Utworzenie Muzeum Fortyfikacji i Broni w obrębie Bastionu III i Arsenału w Zamościu".
Po zakończeniu prac remontowych muzeum składa się z trzech części. W głównym gmachu - dawnym arsenale - dostępne są wystawy na parterze i pierwszym piętrze. Na parterze - z głównym wejściem do budynku, naprzeciwko budynku prochowni - można zobaczyć obiekty stałej ekspozycji, m.in. broń białą i palną, armaty oraz liczne rekonstrukcje innych zbrojeń z XVII wieku i makiety umocnień miasta. Wystawy czasowe przedstawiane są z kolei na pierwszym piętrze, na którym znajduje się dodatkowe wejście do muzeum (prowadzą do niego dobudowane schody).
Drugi obiekt muzeum to pobliski budynek stanowiący dawną prochownię - mieści niewielką salę, gdzie przedstawiana jest multimedialna projekcja 3D o rozwoju zamojskiej twierdzy.
Naprzeciwko arsenału, po południowej stronie ul. Zamkowej, znajduje się nowy, duży pawilon pod kurtyną (również odtworzoną w ramach innego projektu) ze szklanym dachem, stanowiący trzecią część muzeum. Wystawione są tam m.in. sprzęty i maszyny wojskowe z XX w. (w tym przeniesione z dawnej wystawy plenerowej) oraz ekspozycje, w tym multimedialne, dotyczące działań wojennych na Zamojszczyźnie.
Do 2011 r. muzeum posiadało także wspomnianą wystawę plenerową oddaloną ok. 300 m na zachód (ul. Podgroble), gdzie można było zobaczyć większe elementy uzbrojenia z okresu II wojny światowej i późniejszych, m.in. czołg T-34, śmigłowiec Mi-2, samolot PZL TS-11 Iskra (podobny znajduje się przy wjeździe do Koszar przy ul. J. Piłsudskiego), wozy bojowe, działa i armaty. Jej likwidacja związana była z realizacją jednego z miejskich projektów, obejmującego m.in. odtworzenie słoniczoła (w miejscu którego mieściła się ta ekspozycja) przed pobliskim bastionem III.